# Sankt Bernhard-Frauenhofen
Sankt Bernhard-Frauenhofen osztrák község Alsó-Ausztria Horni járásában. 2024 januárjában 1272 lakosa volt. 

## Elhelyezkedése

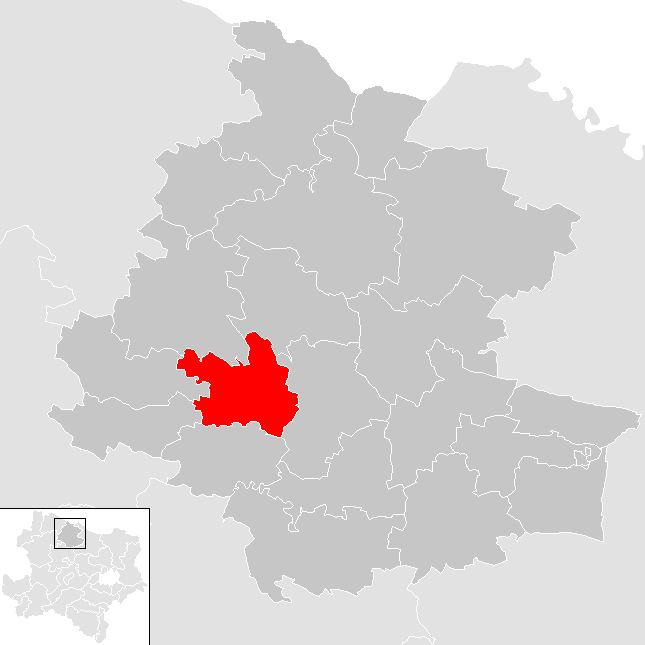
Sankt Bernhard-Frauenhofen a Horni járásban

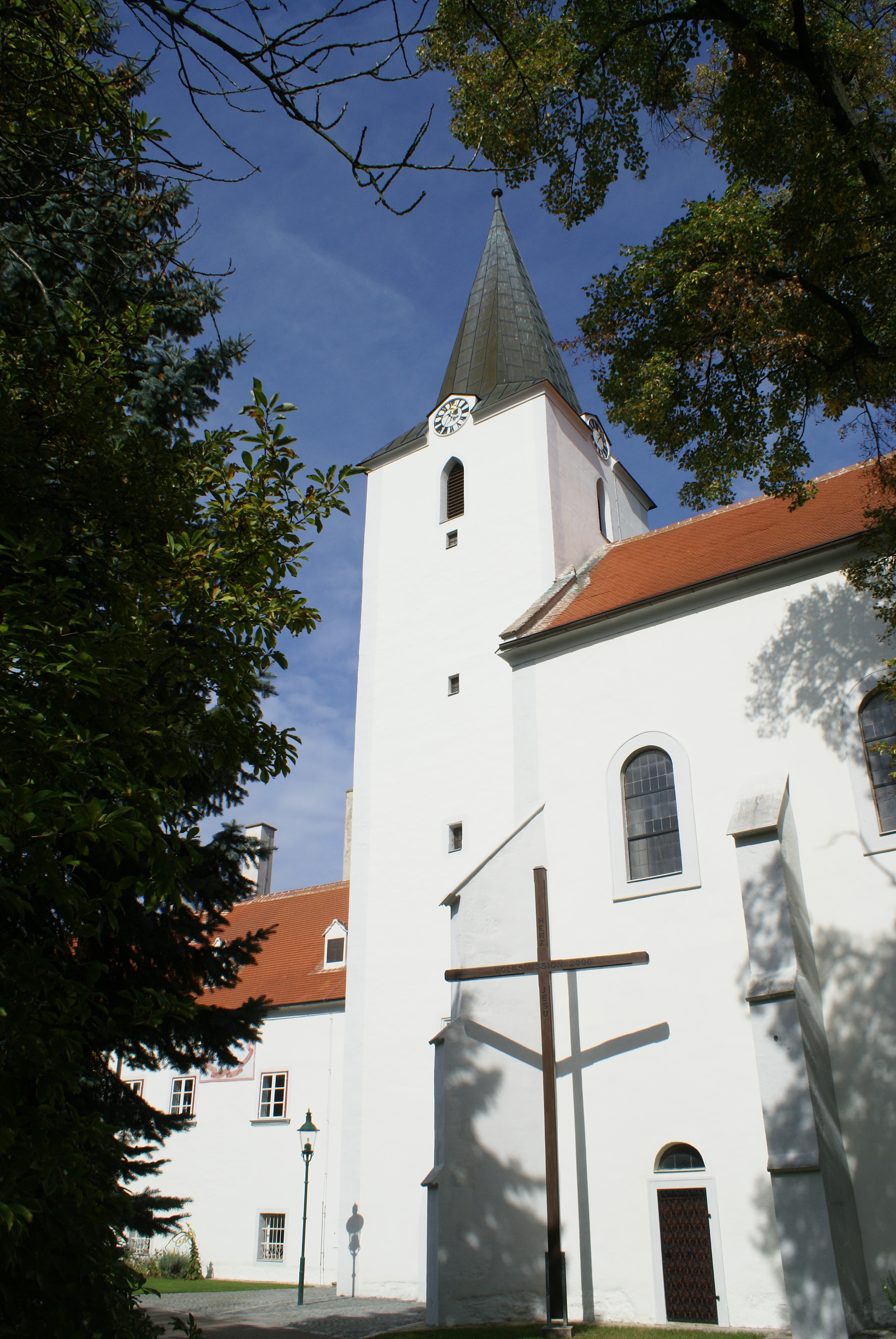
A Mária mennybevétele-plébániatemplom

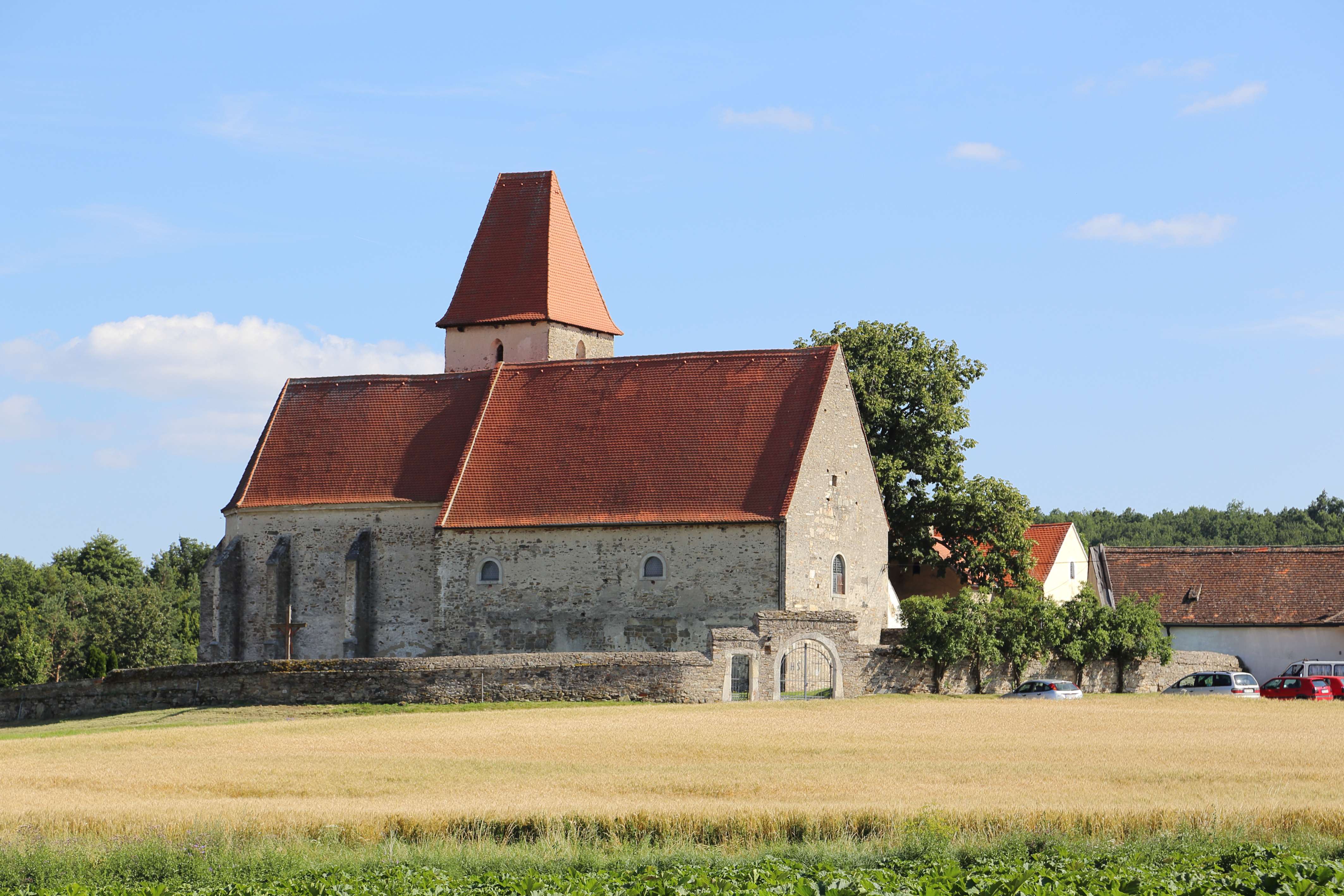
A strögeni Szt. Péter és Pál-plébániatemplom

Sankt Bernhard-Frauenhofen a tartomány Waldviertel régiójában fekszik, a Große Taffa folyó mentén. Területének 21,5%-a erdő, 69,4% áll mezőgazdasági művelés alatt. Az önkormányzat 6 települést egyesít: Frauenhofen (500 lakos 2024-ben), Groß Burgstall (188), Grünberg (34), Poigen (186), Sankt Bernhard (290) és Strögen (74).
A környező önkormányzatok: északra Pernegg, keletre Horn, délre Altenburg, délnyugatra Röhrenbach, nyugatra Brunn an der Wild, északnyugatra Irnfritz-Messern.

## Története
St. Bernhard eredeti neve Krug volt, a 12. században birtokosai a Poigen grófok lovagjai, a von Krugok voltak. Első említése 1210-ből származik, amikor Eberhard von Krug és fia, Heinrich tanúként szerepeltek egy adománylevélen. 1284-ben Stephan von Maissau ciszterci apácakolostort alapított a faluban, amelynek neve hamarosan meg is változott, 1298-ban már Sand Bernhart-nak nevezték. Amikor 1427 körül a cseh husziták betörtek Alsó-Ausztriába, a kolostort is kifosztották. A reformáció után a lakosság többsége áttért a protestáns hitre és amikor 1586-ban meghalt az utolsó apáca, a kolostort bezárták. Az épület a bécsi jezsuita kollégium tulajdonába került, annak 1773-as feloszlatásáig. Röviddel később, 1791-ben a település önálló egyházközséget kapott. A kolostorépület 1852 óta a klosterneuburgi apátság tulajdonában van.
1836-ban 75 házat számláltak meg a faluban, melyekben 96 család (202 férfi, 200 nő és 63 iskoláskorú gyermek) élt. Állatállományuk 14 lóból, 88 ökörből, 88 tehénből, 140 juhból, 56 kecskéből és 125 disznóból állt. Az 1848-as forradalmat követően megszűnt a feudális birtokrendszer és megalakulhatott St. Bernhard önálló községi önkormányzata. A nagyközség mai formájában 1972-ben alakult meg a szomszédos kisközségek csatlakozásával.

## Lakosság
A Sankt Bernhard-Frauenhofen-i önkormányzat területén 2024 januárjában 1272 fő élt. A lakosságszám 1880-ban érte el a csúcspontját 1455 fővel, azóta enyhén csökkent. 2022-ben az ittlakók 98,3%-a volt osztrák állampolgár; a külföldiek közül 0,6% a régi (2004 előtti), 0,6% az új EU-tagállamokból érkezett. 0,2% a volt Jugoszlávia (Horvátország és Szlovénia kivételével) vagy Törökország; 0,3% egyéb ország polgára volt. 2001-ben a lakosok 95,9%-a római katolikusnak, 0,2% evangélikusnak, 0,1% mohamedánnak, 3% pedig felekezeten kívülinek vallotta magát. Ugyanekkor a legnagyobb nemzetiségi csoportot a németek (99,1%) mellett a csehek alkották 3 fővel (0,2%).
A népesség változása:

| 2016 | 1 254 |
| 2018 | 1 299 |

## Látnivalók
- a volt St. Bernhard-i cisztercita kolostor
- a St. Bernhard-i Mária mennybevétele-plébániatemplom (volt kolostortemplom)
- a strögeni Szt. Péter és Pál-plébániatemplom
- a frauenhofeni Szt. Wolfgang-templom

## Fordítás
- Ez a szócikk részben vagy egészben  a   Sankt Bernhard-Frauenhofen című német Wikipédia-szócikk ezen változatának fordításán alapul.  Az eredeti cikk szerkesztőit annak laptörténete sorolja fel. Ez a jelzés csupán a megfogalmazás eredetét és a szerzői jogokat jelzi, nem szolgál a cikkben szereplő információk forrásmegjelöléseként.